# Satsuki Nakayama
Satsuki Nakayama (中山咲月?), (17 de septiembre de 1998) es un modelo y actor japonés, conocido por su interpretación como Naki en Kamen Rider Zero-One y Shima Nishina en Bésalo a él, no a mí. Comenzó su carrera como modelo exclusivo para la revista Pichi Lemon y luego se convirtió en uno de los modelos destacados de la subcultura de la moda sin género de Japón.
Nakayama inicialmente se declaró como persona no binaria en 2019, pero luego se declaró hombre transgénero en 2021.

## Carrera
En 2011, a los 12 años, Nakayama se convirtió en modelo exclusiva para la revista Pichi Lemon. Después de ver fotos de la modelo coreana Kaito en el sitio web de una marca de moda, Nakayama se inspiró en su apariencia andrógina y comenzó a usar ropa más andrógina, convirtiéndose en una figura influyente para las mujeres en la subcultura de moda sin género de Japón.
En 2018, Nakayama hizo su primera aparición como actor en televisión en la adaptación televisiva en acción real de Chūgakusei Nikki. Más tarde hizo su debut cinematográfico en Nunuko no Seisen: Harajuku Story, interpretando a Akihisa Kubo, líder de la banda ficticia ORION. En 2020, apareció en Kamen Rider Zero-One y su serie derivada directa a Blu-ray, Project Thouser, como Naki, un personaje confirmado por el productor Takahito Omori como agénero.
Nakayama estaba programado para protagonizar la adaptación teatral de 2020 de All About J como Rita Barthelme; sin embargo, debido a la pandemia de COVID-19, la producción fue cancelada.
Nakayama es embajador de la marca de ropa unisex BLAKICHY y socio de su marca hermana KINGLYMASK. En el 2019, comenzó su propia línea de moda, Xspada.

## Vida privada
En 2019, Nakayama se declaró una persona asexual y no binaria en su blog y en una entrevista con Vogue Girl, expresando su deseo de no ser definido ni como hombre ni como mujer. En agosto de 2021 salió del armario como hombre transgénero.

## Filmografía

### Cine
| Año  | Título                                       | Papel         | Notas            |
| ---- | -------------------------------------------- | ------------- | ---------------- |
| 2018 | Nunuko no Seisen: Harajuku Story             | Akihisa Kubo  | [ 2 ]            |
| 2019 | Parallel School Days                         | Kaoru         | Papel secundario |
| 2020 | Bésalo a él, no a mí                         | Shima Nishina | Papel secundario |
| 2020 | Kamen Rider Zero-One the Movie               | Naki          | Papel secundario |
| 2021 | Zero-One Others: Kamen Rider Metsubou Jinrai | Naki          | Papel secundario |

### Televisión
| Año  | Título               | Papel                   | Cadena            | Notas            |
| ---- | -------------------- | ----------------------- | ----------------- | ---------------- |
| 2018 | Chūgakusei Nikki     | Sarasa Aoyama           | TBS               | Papel secundario |
| 2020 | Kamen Rider Zero-One | Naki / Kamen Rider Naki | TV Asahi          | Papel secundario |
| 2020 | Project Thouser      | Naki                    | Directo a Blu-ray | Papel secundario |